# Cnemaspis psychedelica
Cnemaspis psychedelica é uma espécie de réptil da família Gekkonidae. A espécie é endêmica do Vietnã, onde pode ser encontrada apenas na ilha de Hon Khoai, distrito de Ngoc Hien, na província de Cà Mau.